# Maroc Cultures
Maroc Cultures est une association marocaine créée le 23 octobre 2001 par Yasmina Filali  et reconnue d'utilité publique le 21 décembre 2009.
  
Sa mission principale porte sur l'animation culturelle et artistique d’un niveau professionnel, au profit du public marocain.
Depuis Juillet 2015, le président de l'association est Abdesslam Ahizoune, ancien ministre des telecommunications et PDG de Maroc  Telecom.